# 중앙고등학교 축구단
중앙고등학교 축구단(中央高等學校蹴球團, Choongang High School Football Club)은 대한민국 서울특별시에 있는 축구 선수단이다. 중앙고등학교가 운영하는 U-18 축구단이며, 1918년에 창단되었다.

## 시즌별 성적
| 시즌 | 대회                            | 참가 | 경기 | 승 | 무 | 패 | 득 | 실 | 차 | 승점 | 순위   |
| ---- | ------------------------------- | ---- | ---- | -- | -- | -- | -- | -- | -- | ---- | ------ |
| 1921 | 전국체육대회 축구 중학부        | 7    |      |    |    |    |    |    |    |      | 4강    |
| 1922 | 전국체육대회 축구 중학부 (2월)  | 8    | 3    | 1  | 1  | 1  | 1  | 3  | -2 |      | 준우승 |
| 1922 | 전국체육대회 축구 중학부 (11월) | 13   |      |    |    |    |    |    |    |      |        |
| 1923 | 전국체육대회 축구 중학부        | 8    | 3    | 2  | 1  | 0  | 1  | 0  | +1 |      | 준우승 |
| 1924 | 전국체육대회 축구 중학부        | 12   | 2    | 1  | 0  | 0  | 4  | 7  | -3 |      | 8강    |
| 1945 | 전국체육대회 축구 중학부        | 22   |      |    |    |    |    |    |    |      |        |
| 1945 | 전조선중등학교대항경기대회 축구 | 30   | 4    |    |    | 1  |    |    |    |      | 4강    |
| 1989 | 춘계 전국고등학교축구대회       | 40   |      |    |    |    |    |    |    |      |        |

## 수상 기록
| 시즌 | 대회                           | 수상   |
| ---- | ------------------------------ | ------ |
| 1922 | 전국체육대회 축구 중학부 (2월) | 준우승 |
| 1923 | 전국체육대회 축구 중학부       | 준우승 |

## 참고 문헌
- “KFA 통합경기정보 시스템”. 대한축구협회.
- “스포츠지원포털 등록 현황”. 대한체육회.
- “대한체육회 국내종합경기대회”. 대한체육회.
- 《대한체육회 50년》. 대한체육회. 1970. 2020년 11월 8일에 원본 문서에서 보존된 문서. 2022년 11월 5일에 확인함.
- 《대한체육회 70년사》. 대한체육회. 1990. 2020년 11월 8일에 원본 문서에서 보존된 문서. 2022년 11월 5일에 확인함.
- 《대한체육회 90년사》. 대한체육회. 2011. 2020년 11월 8일에 원본 문서에서 보존된 문서. 2022년 11월 5일에 확인함.
- 대한체육회 100주년 기념사업부 (2020). 《대한민국 체육 100년》. 대한체육회.
- 《韓國蹴球百年史(한국축구백년사)》. 대한축구협회. 1986.

## 같이 보기
- 중앙고등학교
- 중앙고등학교 야구단
- 중앙고등보통학교 농구단
- 중앙고등보통학교 럭비단
- 중앙고등보통학교 육상단
- 중앙고등보통학교 정구단
- 중앙고등보통학교 줄다리기단